# Melitaea diamina
La doncella oscura (Melitaea diamina) es un lepidóptero ropalócero de la familia Nymphalidae. Lang 1789.

## Descripción

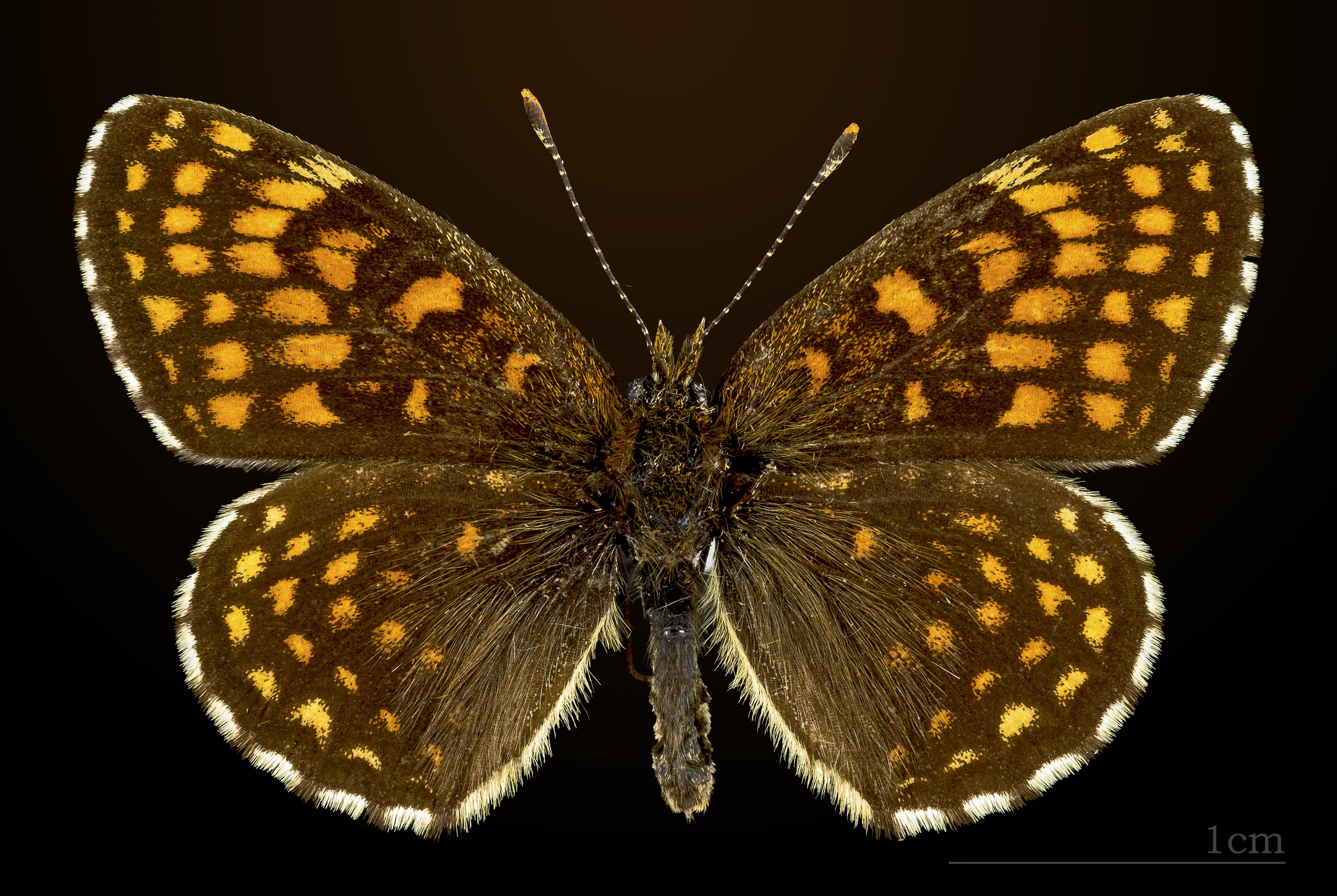
♂
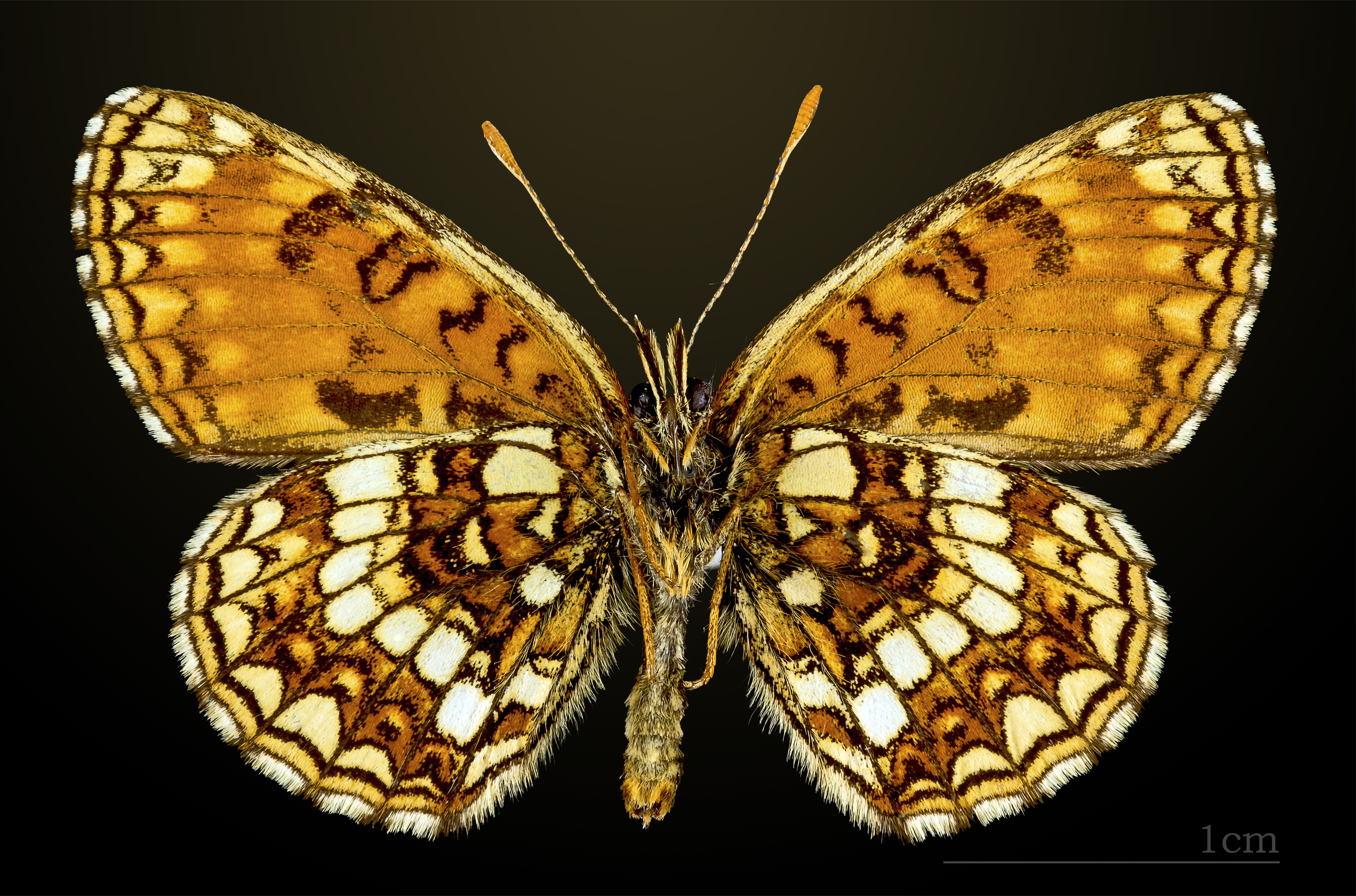
♂ △

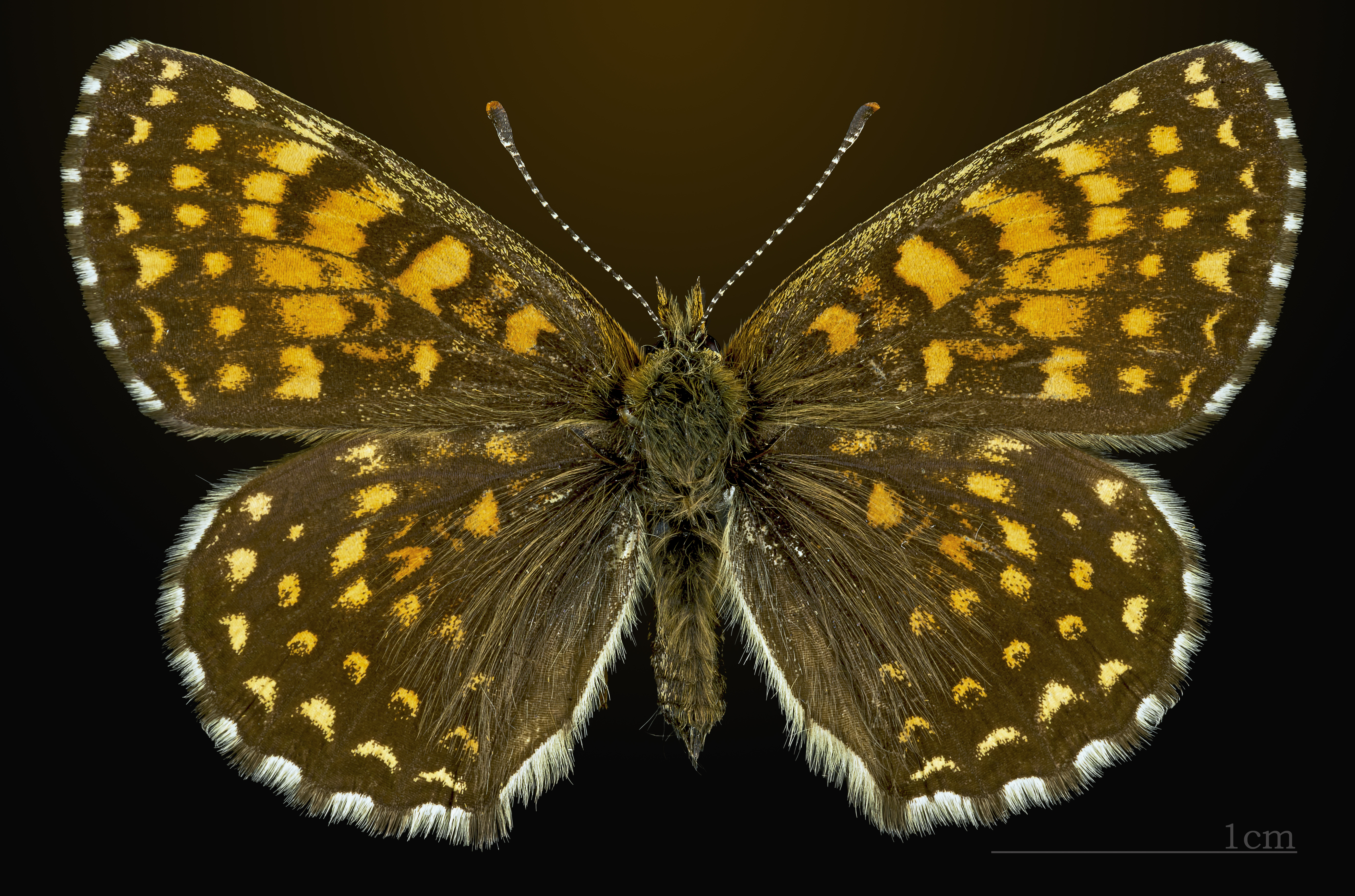
♀
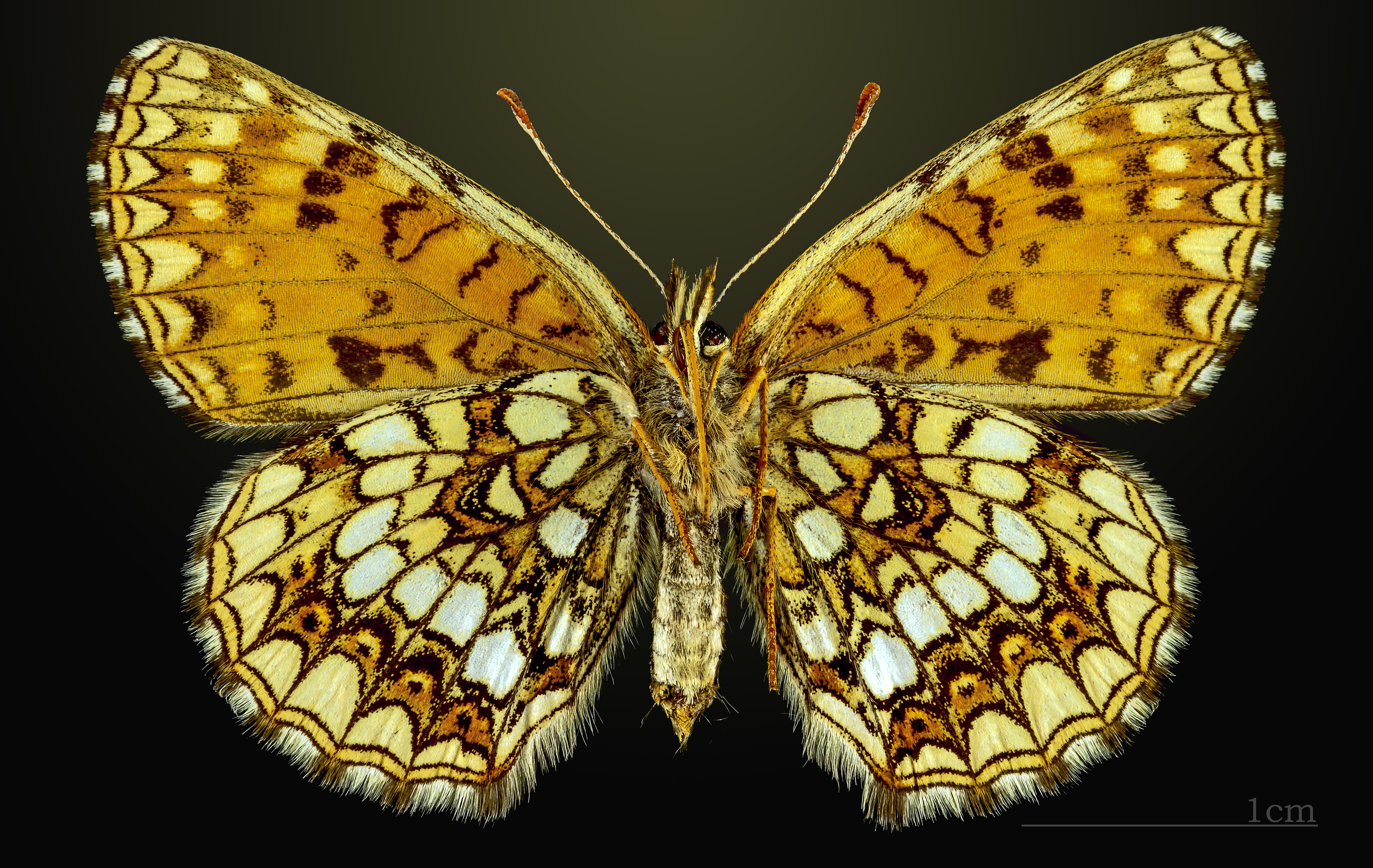
♀ △

Macho
Hembra

## Distribución
Se distribuye por el norte de la península ibérica, centro, este y sudeste de Europa, nordeste de Turquía, sur y noroeste de Rusia, sur de Siberia, Transbaikalia, río Amur, Mongolia, nordeste de China, península de Corea y Japón. En la península ibérica se encuentra concretamente en Galicia, Cataluña, Pirineos y Cordillera Cantábrica.

## Hábitat
Zonas herbosas húmedas con flores, ocasionalmente asociadas con bosques. La oruga se alimenta de diferentes especies del género Valeriana.

## Biología
Como oruga se alimenta de Valeriana oficcinalis, Plantago lanceolata, Filipendula ulmaria, Melampyrum nemerosum, M. pratensis y Polygonum bistorta.

## Periodo de vuelo e hibernación
En altitudes y latitudes elevadas produce una generación al año —entre mayo y julio—; en cambio, al sur de los Alpes y España produce dos, la primera entre mayo y julio y la segunda entre agosto y septiembre. Hiberna como oruga en nidos sedosos.